# Instituto Maniva
Instituto Maniva é uma organização não governamental sem fins lucrativos do Rio de Janeiro fundada em 2007, com o objetivo de utilizar a gastronomia como importante ferramenta de transformação social, unindo ética ao prazer na alimentação. A ONG foi criada pela Chef Teresa Corção, membro do movimento Slow Food, participou, em 2002, de um festival gastronômico em Pernambuco e ali descobriu o mundo da mandioca.
Consciente de que seu trabalho como chef poderia ter uma grande influência na sobrevivência da atividade dos agricultores do seu país e de seus produtos alimentares, Teresa decidiu criar uma organização através da qual pudesse viabilizar essa possibilidade. Plantou assim a semente do Instituto Maniva, iniciando um projeto de Oficinas de Tapioca, para crianças do ensino público no Rio de Janeiro. Ao longo de oito anos 3.000 crianças aprenderam a importância da mandioca, sua lenda, sua música, e fazer a tapioca.
Mesmo com o Instituto Maniva sendo criada em 2007, Teresa Corção obteve reconhecimento por seus trabalhos no programa de empreendedores sociais da Ashoka, em 2012.

## Projetos

### EcoChefs
Cozinheiros com responsabilidade socioambiental com a missão de promover a comunicação e fazer a ponte, de forma sustentável, na cadeia produtiva do alimento, unindo quem produz a quem consome. A ideia foi reunir cozinheiros engajados para promover atividades culturais e gastronômicas.

## Áreas de atuação

### Cultura
- Produção de documentários: O professor da Farinha, sobre o modo de fazer das diferentes farinhas de mandioca das regiões norte e sul do país.[6] Vencedor do segundo lugar no Festival de Cinema Rural de Piratuba; Seu Bené Vai pra Itália, aborda a participação deste produtor no evento Terra Madre do Slow Food em 2006[7]

- Programas culinários com enfoque educacional, como o já realizado no Canal Futura: “Bagunça na Cozinha" em 2008.[8]

- Banquete na roça: atividade que leva os chefs e os consumidores aos locais de produção, conhecendo a realidade local e estabelecendo pontes entre as extremidades da cadeia alimentar, 2012 e 2013.[9]

### Educação
- Ações de educação/conscientização do consumidor através da participação nas feiras do Circuito Carioca de Feiras Orgânicas, incentivando a compra de orgânicos direto  do agricultor familiar[10]
- Oficinas de goma e tapioca, aulas de culinária sustentável, oficinas com cozinheiras escolares.[11]

### Agricultura
- Reconhecimento de ingredientes nos locais de produção e trocas de receitas para utilização e resgate desses produtos.[12]

## O Navegador
A Chef Teresa Corção é proprietária do restaurante O Navegador, no centro do Rio de Janeiro, incorporando a ecogastronomia, o restaurante privilegia as tradições e pratos nacionais, mas também inovações, todos os alimentos utilizado nos pratos são de responsabilidade socioambiental e social, toda a renda do restaurante e revertida para o Instituto Maniva, sendo assim cada cliente acaba colaborando para o projeto institucional.

## Parceiros
- Prefeitura do Rio de Janeiro[14]
- Circuitos feiras organicas cariocas[15]
- SINDRIO - Sindicados de Hoteis, Bares e Restaurantes[16]

## Prêmiações e reconhecimento
- Santander Talentos da Maturidade 2009[17]
- Rio Gastronomia 2012[18]
- Reconhecimento como membro da Ashoka em 2013[19]
- Maravilhas Gastronômicas 2014[20]